# 5202 Charleseliot
5202 Charleseliot este un asteroid din centura principală de asteroizi.

## Descriere
5202 Charleseliot este un asteroid din centura principală de asteroizi. A fost descoperit pe 5 decembrie 1983 la Observatorul Kleť de Antonín Mrkos. Asteroidul prezintă o orbită caracterizată de o semiaxă mare de 2,40 ua, o excentricitate de 0,17 și o înclinație de 12,6° în raport cu ecliptica.